# 反乌托邦
反乌托邦（英语：Dystopia，來自古希臘語  (dus)，意即：“坏的”,和  (tópos)，意即：“地方”），又称敌托邦，用于描述一种想象中的极端糟糕且可怕的社会。亦常被認為是乌托邦的反义词。乌托邦一詞由托马斯·莫尔在1516年所提出，用以形容一个低犯罪率，低暴力和几乎没有贫穷的理想社会。关于乌托邦和反乌托邦的关系并非完全对立，因为在乌托邦中的元素时常出现在反乌托邦，同样地，在反乌托邦中也有乌托邦的元素。
反乌托邦通常具有恐惧或痛苦特征，如暴君统治、环境灾难，或其他与社会灾难性衰落为特征。它對於某些人是很理想的社會，不過這些人是透過剝削及壓榨其他人來滿足自己，以犧牲他人的利益為代價來成就理想，反映出一個不平等的社會。
典型的反乌托邦社会主题包括：通过使用宣传、重度审查信息或否认自由思想、崇拜不可实现的目标、完全失去个性，以及强制遵从等手段完全控制社会中的人民。尽管存在某些重叠，反乌托邦小说与末日小说有所不同，而一个不受欢迎的社会未必是反乌托邦的。
反乌托邦社会出现在许多虚构作品和艺术表现中，特别是在设定在未来的故事中。著名的例子包括乔治·奥威尔发表于1949年的《一九八四》。其他著名的例子包括奥尔德斯·赫胥黎发表于1932年的《美丽新世界》以及雷·布雷德伯里发表于1953年的《华氏451度》。反乌托邦社会出现在许多小说亚类中，并经常用来关注社会、环境、政治、经济、宗教、心理学、伦理学、科学或技术。一些作者使用这个术语来指称现有社会，其中许多是或曾经是极权主义国家或处于崩溃状态的社会。反乌托邦通常通过夸张的最坏情景对当前趋势、社会规范或政治体制提出批评。
一些架空歷史作品的亚类，例如軸心國赢得第二次世界大战后的世界，或者描述在历史转折点中代表压制社会一方获胜的架空历史作品也可以作为反乌托邦。例如，2004年的伪纪录片《CSA：美利坚联盟国》和本·温特斯的《地下航線》，后者描绘了美国至今仍在实施奴隶制，通过互联网进行“电子奴隶拍卖”，奴隶由植入在他们脊柱中的电子设备控制；或其中20世纪的英国被天主教神权统治，宗教裁判所积极折磨和焚烧“异教徒”的《帕凡舞》。
一些学者，例如格雷戈里·克拉埃斯和莱曼·陶尔·萨金特，对反乌托邦的典型同义词进行了一些区分。例如，克莱斯和萨金特将文学反乌托邦定义为想象出的社会，实质上比作家所写的社会更糟糕。其中一些是反乌托邦，批评试图实现各种乌托邦概念的企图。在对这个概念的文学和现实表达最全面的处理中，克拉埃斯的《反乌托邦：自然史》（英語：Dystopia: A Natural History）提供了一个历史的方法来阐述这些定义。这本书将这一传统追溯到了对法国大革命的早期反应，并强调了反乌托邦作品通常反对集体主义的特点。这本书还追溯了其他主题的添加，包括科学技术、社会不平等、公司独裁和核战争的危险。这里还倡导了一种心理学方法，将恐惧原则与君主专制形式的统治联系起来，这是从政治思想史中继承下来的，还引入了群体心理学作为理解乌托邦和反乌托邦之间关系的手段。
安德鲁·诺顿-施瓦茨巴德（英語：Andrew Norton Schwartzbard）认为，“在“反乌托邦”这个概念出现之前，但丁的《地狱篇》实际上包含了这一流派所关联的大部分典型特征——即使与现代反乌托邦小说将情节设定于现实世界的未来中不同，《地狱篇》将情节设定在了宗教框架下。”同样地，维森特·安格洛蒂（英語：Vicente Angeloti）评论说：“乔治·奥威尔的标志性短语，‘靴子踩在人类的脸上——永远’，恰如但丁地狱居民的情况；从另一个角度来看，但丁著名的铭文‘凡是进入此地者，一切希望都应放弃’，如果放置在奥威尔的友爱部和其惡名昭彰的‘101号房间’的入口处同样合适。”

## 词源
反乌托邦（Dystopia）是基于乌托邦（Utopia）所创造出的词语。追根溯源，它的古希腊语 意指「不好的地方」。
1818年，英國哲學家、法學家和社會改革家杰里米·边沁，使用了Cacotopia（最糟政府所在的假想之地）這個詞。
根據牛津英語詞典的記載，已知最早使用 Dystopia 一詞的，是英國哲學家、經濟學家约翰·斯图尔特·密尔於1868年在英國下議院前的演講。密尔指責了政府的愛爾蘭土地政策：「稱它們爲烏托邦式的或許太過褒揚，它們更應被稱作反烏托邦式（Dys-topians，或 Caco-topians）。通常稱之爲烏托邦式的是某些太過美好而難以實現事情，但它們則顯得更傾向於太過糟糕而不可行」。

## 特徵
主要特徵包括：
- 表面看來是公平有序、沒有貧困和紛爭的理想社會，實際是受到全方位管控只有自由的外表，但人的尊嚴和人性受到否定
- 肅清。領導者用宣傳對國民洗腦，统治者强行将自己的體制描述成美好，异见人士被制裁並排除在社會之外
- 剝奪言论自由。將所謂對社會有害的出版物沒收、焚书
- 社會不公。在社會承認的市民階層以下，有不被當人的貧困階級和賤民存在，事實上是貧富兩極的社會
- 爲了根除市民社會的貧困，用社會體制將極端貧困者强制隔離或掩盖起来
- 生活在社會體制內的市民階級，由體制根據血統DNA之類進行管控
- 生育管制。爲强制進行人口調整，市民的家庭、戀愛、性行爲、妊娠、産子等都由社會管控
- 通過愚民政策，完全遮蔽以上負面資訊，或者市民階層將這些弊端視爲理所當然並自然而然予以接受

一些作品中的反乌托邦社会表面上充滿和平，但內在卻充斥着无法控制的各种弊病，如阶级矛盾、资源紧缺、犯罪、迫害等，刻画出一个令人绝望的未来。这一类小说通常是叙述人類科技的泛滥，在表面上提高人类的生活水平，但本质上掩饰着虚弱空洞的精神世界。可能的世界觀設定有：人類喪失自由、物质浪费蔓延、道德沦丧、民主受压迫（或以另類方法製造「民主」）、階級壁垒森严、自殺風氣橫行等等。故事表達的方法主要是透過一些變數，如人工智能背叛人类，「野人」被帶進文化世界等，令主角明白到人类文明已變得僵化或腐化，並帶領自己走向毁灭，而主角再從中作出自我的選擇。

## 題材
反乌托邦主义的代表作包括了1932年英国赫胥黎著作的《美丽新世界》，英国乔治·奥威尔的《动物庄园》和《一九八四》，以及俄国扎米亚京的《我们》（亦翻作《反烏托邦與自由》）等等。不过这类小说并不都是宣扬消极意义，阿西莫夫所著的《钢穴》则描写在人与人工智能矛盾的大环境下，人渴望人性自由并化解人机矛盾，建立人机合作的典范。

### 政治
虛構的烏托邦社會，基本上是根植於空想主義的政治原則之上，成功地給民眾帶來積極有益的成果；虛構的反烏托邦社會，其基礎政治原則雖然通常基於烏托邦式的理想，但却因爲存在致命缺陷而給民衆帶來負面後果。
在《當沉睡者醒來》（When the Sleeper Wakes）一書中，赫伯特·乔治·威尔斯把統治階級描寫成享樂主義的和膚淺的。乔治·奥威尔把威尔斯筆下的世界和傑克·倫敦的《鐵踵》（The Iron Heel）做對比，認爲《鐵踵》中反烏托邦式統治者顯得暴虐、狂熱，這樣寫更合乎情理。
一些作品的反烏托邦社會中，統治階級推行草菅民衆、暴虐無度的鐵腕統治，而這些反烏托邦政府機關中又有一些人或者團體領導抵抗，意圖從內部改變他們的政府。如阿兰·摩尔的《V怪客》（V for Vendetta）。
描述反烏托邦政治生態的小說包括：《播種者的寓言》《一九八四》《美丽新世界》《華氏451度》，此類電影則包括:《大都會》《妙想天开》《大逃杀》《經常問的問題》《超世纪谍杀案》《飢餓遊戲》《分歧者》《移動迷宮》 《未來都市NO.6》等。

### 暴力或無政府狀態
和極權主義或死寂一片的虛假和平相對的，便是無政府狀態，这也是反烏托邦的另一種題材，而表現通常是暴力而不是恐怖，這種風格的作品是在二戰和核彈出現後才出現。
英國哲學家霍布斯在利維坦論所想像過，人類可能在史前時代的一種自然狀態，便是經常性地自相殘殺。雖然缺乏明確的證據證明，人類真大規模地有過這種事情，但也成為了假設政府機能的條件，便是保衛和平與治安。他還警告過不負責任的領袖，可能透過故意制造緊張的狀態使人民乞求其保護而維持其權力。
小說《一九八四》，架空的近未來背景三個超級大國間，故意以長期化的低烈度的常規戰爭來維持其高壓統治的藉口。而其前史正因為核戰引起的無法狀態，為了自保的人民只好成立新的恐怖統治國家。
美國《國定殺戮日系列電影》中，假設未來無政府主義得勢下，政府在每年定時短期內放棄了所有緊急服務機能，在短暫的無政府狀態中任由國民扮演臨時的罪犯，盡情發洩對社會的怨恨。
另外末日幻想，假設核冬天下的「無政府狀態」，如衝鋒飛車隊系列電影和漫畫《北斗之拳》等。

### 經濟
文學和媒體作品中的反烏托邦社會，其經濟結構存在很多變體，這是因爲作品中的經濟通常和被作家設定爲壓迫根源的因素直接相關。但這些社會大致會依循幾種原型。
常見的一種是國家計劃經濟，例如艾茵·兰德的《頌歌》和亨利·庫特納的短篇《鐵標準》。還有則是社團主義者和法西斯主義者控制的計劃經濟，例如诺曼·杰威森的电影《滾球》。一些反烏托邦，例如《一九八四》中的那樣，有著交易危險而稀缺貨品的黑市，或者角色完全被國家控制的經濟所擺布。這類經濟體系通常缺乏效率，例如菲利普·何塞·法默的《紫色工資的騎士》，在臃腫的福利體系中，從社會責任中解脫的完全自由驅使下層階級從事各種排斥社會的行爲。库尔特·冯内古特的《鋼琴演奏者》中，中央控制的經濟系統確實使得物質豐富，但却剝奪了人們勞動的人文意義，所有的工作都奴僕化、令人不滿，而且只有少之又少的受過教育的人才有資格讓精英和他們的工廠接納。塔尼特·李寫的《不要咬太陽》中，沒有友善，只有滿不在乎的消費和享樂，使得主角開始尋求生活的深層意義。
即使在那些經濟體系并非社會弊端根源的反烏托邦中，國家也常常控制著經濟，例如《美麗新世界》。其中一個角色，對於自己並非社會一員的暗示報以驚恐的反應，理由是每個人都爲其他所有人而工作。
其它一些作品描寫了龐大的私有化和社團主義，私人擁有的超大公司有效地取代政府制定政策和作出决策。他們操縱、滲透、控制、賄賂、与政府結契或者扮演政府職能。赫伯特·乔治·威尔斯的昏睡百年首創本題材，是以十九世紀歐洲沒有普選制的資產階級偽民主下，政府的紀律部隊只作為付得起重稅的富人的打手。後來可見於小說《珍妮佛政府》《羚羊与秧鸡》，電影《異形》《雲圖》《阿凡達》《機器戰警》《超世纪谍杀案》《瓦力》《夢想家》《專制》《THX 1138》《滚球》。在赛博朋克流中，公司統治很普遍，如尼尔·斯蒂芬森的《溃雪》、菲利普·狄克的《仿生人會夢見电子羊吗？》及其改編《银翼杀手》。

### 科技
与科技烏托邦將技術視爲對人類有益的補充的主張相反，技術反烏托邦则担心並專注於新技術帶來的負面效應。。
最常見是把醫學或心理學的技術，輕易地大量用到人類身上來滿足較狹隘的目標。如《發條橙》中假設政客洗腦囚犯的人體實驗對象當作政績工程，或者像《銀翼殺手》用生物工程制造短壽的複制人當奴隸喚使，或像《別讓我走》制造無法自然生育的複製人強逼器官移植用。

### 社會等級
在奥尔德斯·赫胥黎的《美麗新世界》中，人們在出生前就劃分為指定等級：「阿爾法（α）」、「貝塔（β）」、「伽瑪（γ）」、「德爾塔（δ）」、「愛普西隆（ε）」。社會等級越低，腦力程度越低。在赫伯特·弗蘭克寫的《尤西隆减号》中，也將人們劃分成許多按字母順序標識的群體。
在乔治·奥威尔的《一九八四》中，描述了一个阶层分明的反乌托邦社会，人们被分为顶层的「核心党员」，中层的「外围党员」以及底层且占据了绝大多数人口的「无产阶级」。

### 家庭
一些虛構反烏托邦，諸如《美麗新世界》和《華氏451度》，消滅了家庭，并且不遺余力防止其作爲社會制度死灰復燃。《美麗新世界》中，嬰兒經由人工繁殖，「父親」和「母親」的概念被認爲是猥亵的。在一些小說中，國家對母親們采取敵視行爲，例如《一九八四》，孩子們組織起來監視他們的父母；而在扎米亚京的《我们》中，孕婦（懷有非婚生子女）的逃亡被視爲對抗國家。

### 宗教
宗教團體扮演著被壓迫或者壓迫者的角色，其實類似歷史上的神權政治，沒有任何宗教自由。
《美麗新世界》中，國家的建立包括剪除所有十字架（象徵基督教）的頂端把它們變成T形（象徵福特T型车）。相反，瑪格麗特·愛特伍的小說《侍女傳說》的故事則發生在基督教神權政體統治下的美國。
在俄國作家埃琳娜·楚迪諾娃寫的《巴黎圣母院与清真寺》中，穆斯林移民變成歐盟主要的人口与政治勢力，使歐洲變成了欧拉伯。
在《我們》中假設未來僅有基督教是唯一合法的宗教，而在《來自新世界》佛教是故事中唯一合法的宗教。

### 個體与社會同一
在扎米亚京的小說《我们》中，人們獲准每周兩次各一小時，在此短暫期間可以生活在公衆視野以外，並只可用數字指代而不是姓名。
一些作品，例如库尔特·冯内古特的《哈里森·伯杰龍》中，强調了因爲屈從於冷酷的平等主義社會規範而感受到的壓迫感，這些規範壓制了以不平等的形式展現的技藝和才華。類似的，在雷·布萊伯利《華氏451度》中，反烏托邦用特殊部隊鎮壓知識分子。

### 自然
虛構的反烏托邦一般是都市，常常斷絕它們的成員与自然世界之間的一切接觸。
毀滅自然界的重度污染在很多反烏托邦題材電影中都很普遍，例如《駭客帝國》《阿凡達》《機器戰警》《艾莉塔：戰鬥天使》《Wall-E》和《超世纪谍杀案》。
比較例外的是《來自新世界》中人口稀少的未來，這是因為經常以殺戮兒童或少年，原因是沒有繼承超能力、能力無法控制、反抗規則等。做成人口無法回復現代的水平。

## 反烏托邦作品範例

### 電影

#### 1. 純粹的反烏托邦

##### 1-1 科技反烏托邦（technological dystopia）
集中探討科技對人類社會可能帶來的負面影響。這類作品通常描繪一個科技高度發展但社會結構和人類生活卻因此變得更加壓抑、危險或不公的未來。科技反烏托邦反映了人們對於科技濫用、道德衰退及人性喪失的擔憂。
- 《關鍵報告》（2002年6月）
- 《絕地再生》（2005年7月）
- 《紫光任務》（2006年）
- 《鐘點戰》（2011年）
- 《極樂世界》（2013年）
- 《獵殺星期一》（2017年）
- 《視界戰》（2018年）（Netflix）
- 《追憶人》（2021年）
- 《醜八怪》（2024年）（Netflix）

##### 1-2 人性反烏托邦（human dystopia）
集中探討人性中的陰暗面，並描述這些陰暗面如何導致社會的衰敗、道德的淪喪或極權體制的出現。這類作品通常著重於人性本身的脆弱性和缺陷，探討人類社會在極端情況下的劣根性，並反映出人類行為對社會結構和未來的深刻影響。
- 《V怪客》（2005年12月）
- 《絕命大平台》（2019年）（Netflix西班牙）
  - 《絕命大平台2》（2024年）（前傳）
- 《末世厨房（英语：The Kitchen (2023 film)）》（2023年）（Netflix英國）

##### 1-3國定殺戮日系列
- 《國定殺戮日》（2013年）
- 《國定殺戮日：無法無天》（2014年）
- 《國定殺戮日：大選之年》（2016年）
- 《殺戮元年》（2018年）（前傳）
- 《無限殺戮日》（2021年）

#### 2.末日幻想+反烏托邦（post-apocalyptic dystopia）
結合了末日幻想和反烏托邦元素的作品類型。這些故事通常設定在世界經歷大災難或末日事件後的未來，描繪一個崩潰的社會結構和極端惡劣的生存環境，同時探索人類社會在這種情境下的壓迫性政權、道德衰退和人性扭曲。
- 《重裝任務》（2002年12月）
- 《活屍禁區（英语：Land_of_the_Dead）》（2005年6月）
- 《倩影刺客》（2005年12月）
- 《微光城市》（2008年）
- 《超時空戰警3D》（2012年）
- 《末日列車》（2013年）
- 《記憶傳承人：極樂謊言》（2014年）
- 《移動城市：致命引擎》（2018年）（反乌托邦 + 蒸氣龐克）
- 《艾莉塔：戰鬥天使》（2019年）（反乌托邦 + 賽博龐克）
- 《食人劇場（英语：Cadaver (2020 film)）》（2020年）（Netflix挪威）
- 《泡泡》（2022年）（Netflix日本）

##### 2-1飢餓遊戲系列
- 《飢餓遊戲》（2012年）
- 《飢餓遊戲：星火燎原》（2013年）
- 《飢餓遊戲：自由幻夢Ⅰ》（2014年）
- 《飢餓遊戲：自由幻夢 終結戰》（2015年）
- 《飢餓遊戲：鳴鳥與游蛇之歌》（2023年）（前傳）

##### 2-2分歧者系列
- 《分歧者》（2014年3月）
- 《分歧者2：叛亂者》（2015年）
- 《分歧者3：赤誠者》（2016年）

##### 2-3移動迷宮系列
- 《移動迷宮》（2014年9月）
- 《移動迷宮：焦土試煉》（2015年）
- 《移動迷宮：死亡解藥》（2018年）

#### 3. 未來/待上映
- 《100年：你永遠不會看到的電影》（2115年11月18日）[30][31]。

### 電視

#### 1. 純粹的反烏托邦
- 《黑鏡》第1季第2集：一千五百萬個積點（2011年）
- 《關鍵報告》（2015年9月）
- 《童年的終結》（2015年12月）
- 《使女的故事》（2017年）
- 《國定殺戮日》（2018年）
- 《美麗新世界》（2020年）
- 《DMZ 非軍事區（英语：DMZ (miniseries)）》（2022年）（Max）
- 《戴维斯夫人（英语：Mrs. Davis）》（2023年）

#### 2.末日幻想+反烏托邦
- 《天使聖戰》（2014年）
- 《陰松林》（2015年）
- 《殖民地》（2016年1月）
- 《百分之三（英语：3%）》（2016年11月）（Netflix巴西）
- 《末日列車》（2020年）
- 《明日歐洲爭霸戰》（2021年）（Netflix德國）
- 《末日地堡》（2023年）

### 動畫
- 《死亡代理人》（2006年）
- 《PSYCHO-PASS心靈判官》（2012年）
- 《灵笼》（2019年）（末日幻想+反烏托邦）

### 漫畫
- 《進擊的巨人》（2009年）（末日幻想+反烏托邦）

### 遊戲
- 《生化奇兵》（2007年）
- 《請出示文件》（2013年）
- 《看門狗》（2014年）
- 《監視者》（2016年）
- 《監視者 2》（2018年）
- 《不要餵食猴子》(2018年）
- 《女神異聞錄5》（2019年）
- 《明日方舟》（2019年）
- 《赛博朋克2077》（2020年）

### 桌遊
- 《抵抗組織》（2010年）

### 音樂
- 黃妍－《反烏托邦三部曲》（2023年）
- ONE OK ROCK－《Dystopia》（2024年）